# Giải bóng đá Ngoại hạng Malta
Giải bóng đá Ngoại hạng Malta, được biết đến với tên gọi 360Sports Malta Premier vì lý do tài trợ với 360Sports (thường được gọi là Il-Kampjonat Premjer), là giải bóng đá chuyên nghiệp cao nhất ở Malta. Được quản lý bởi Hiệp hội bóng đá Malta, giải bóng đá Ngoại hạng có 12 đội tham gia và hoạt động theo hệ thống thăng hạng và xuống hạng với giải Challenge. Tính đến tháng 6 năm 2022, giải Ngoại hạng xếp hạng 46/55 thành viên theo hệ số UEFA.
Giải đấu được tổ chức lần đầu tiên vào năm 1909 với tên gọi Giải hạng Nhất, trước khi được đổi sang tên gọi hiện tại vào năm 1980; Giải hạng Nhất lần lượt thay thế Giải hạng Nhì. Sliema Wanderers và Floriana đã giành chức vô địch kỷ lục 26 lần. Nhà vô địch hiện tại là Ħamrun Spartans, đã giành chức vô địch thứ 10 ở  mùa giải 2023–24.

## Danh sách các đội vô địch
| dagger | Đội vô địch cũng giành được Cúp bóng đá Malta trong mùa giải đó (cú đúp) |

### Giải Ngoại hạng (1980–nay)
| Mùa giải  | Vô địch (lần)         | Á quân           | Hạng ba          | Vua phá lưới (đội)                                                                    | Số bàn |
| --------- | --------------------- | ---------------- | ---------------- | ------------------------------------------------------------------------------------- | ------ |
| 1980–81   | Hibernians (5)        | Sliema Wanderers | Ħamrun Spartans  | Ernest Spiteri-Gonzi (Hibernians)                                                     | 13     |
| 1981–82   | Hibernians (6)        | Sliema Wanderers | Żurrieq          | Ernest Spiteri-Gonzi (Hibernians)                                                     | 12     |
| 1982–83   | Ħamrun Spartans (4)   | Valletta         | Rabat Ajax       | Leo Refalo (Ħamrun Spartans)                                                          | 7      |
| 1983–84   | Valletta (12)         | Rabat Ajax       | Ħamrun Spartans  | Georgi Ivanov (Ħamrun Spartans) Charles Muscat (Żurrieq)                              | 7      |
| 1984–85   | Rabat Ajax            | Ħamrun Spartans  | Sliema Wanderers | Leonard Farrugia (Valletta)                                                           | 9      |
| 1985–86   | Rabat Ajax (2)        | Hibernians       | Ħamrun Spartans  | Gianluca De Ponti (Żurrieq)                                                           | 8      |
| 1986–87   | Ħamrun Spartans (5)   | Valletta         | Żurrieq          | Carmel Busuttil (Rabat Ajax)                                                          | 10     |
| 1987–88   | Ħamrun Spartans (6)   | Sliema Wanderers | Żurrieq          | Barry Gallagher (Ħamrun Spartans)                                                     | 7      |
| 1988–89   | Sliema Wanderers (22) | Valletta         | Ħamrun Spartans  | Joe Zarb (Valletta)                                                                   | 11     |
| 1989–90   | Valletta (13)         | Sliema Wanderers | Hibernians       | Joe Zarb (Valletta)                                                                   | 17     |
| 1990–91   | Ħamrun Spartans (7)   | Valletta         | Floriana         | Joe Zarb (Valletta)                                                                   | 12     |
| 1991–92   | Valletta (14)         | Floriana         | Sliema Wanderers | Stefan Sultana (Ħamrun Spartans)                                                      | 22     |
| 1992–93   | Floriana (25)         | Ħamrun Spartans  | Valletta         | Carl Zachhau (Hibernians)                                                             | 22     |
| 1993–94   | Hibernians (7)        | Floriana         | Valletta         | Carl Zachhau (Hibernians) Joe Zarb (Valletta)                                         | 17     |
| 1994–95   | Hibernians (8)        | Sliema Wanderers | Valletta         | Carl Saunders (Sliema Wanderers)                                                      | 18     |
| 1995–96   | Sliema Wanderers (23) | Valletta         | Floriana         | Aldrin Muscat (Sliema Wanderers)                                                      | 18     |
| 1996–97   | Valletta (15)         | Birkirkara       | Floriana         | Danilo Dončić (Valletta)                                                              | 32     |
| 1997–98   | Valletta (16)         | Birkirkara       | Sliema Wanderers | Joe Brincat (Birkirkara/Floriana)                                                     | 19     |
| 1998–99   | Valletta (17)         | Birkirkara       | Sliema Wanderers | Gilbert Agius (Valletta)                                                              | 20     |
| 1999–2000 | Birkirkara            | Valletta         | Floriana         | Michael Mifsud (Sliema Wanderers)                                                     | 21     |
| 2000–01   | Valletta (18)         | Sliema Wanderers | Birkirkara       | Michael Mifsud (Sliema Wanderers)                                                     | 30     |
| 2001–02   | Hibernians (9)        | Sliema Wanderers | Birkirkara       | Danilo Dončić (Sliema Wanderers)                                                      | 32     |
| 2002–03   | Sliema Wanderers (24) | Birkirkara       | Valletta         | Adrian Mifsud (Hibernians Danilo Dončić (Sliema Wanderers) Michael Galea (Birkirkara) | 18     |
| 2003–04   | Sliema Wanderers (25) | Birkirkara       | Hibernians       | Danilo Dončić (Sliema Wanderers)                                                      | 19     |
| 2004–05   | Sliema Wanderers (26) | Birkirkara       | Hibernians       | Andrew Cohen (Hibernians)                                                             | 21     |
| 2005–06   | Birkirkara (2)        | Sliema Wanderers | Marsaxlokk       | Michael Galea (Birkirkara)                                                            | 19     |
| 2006–07   | Marsaxlokk            | Sliema Wanderers | Birkirkara       | Daniel Bogdanović (Marsaxlokk)                                                        | 31     |
| 2007–08   | Valletta (19)         | Marsaxlokk       | Birkirkara       | Omar Sebastián Monesterolo (Valletta)                                                 | 19     |
| 2008–09   | Hibernians (10)       | Valletta         | Birkirkara       | Terence Scerri (Hibernians)                                                           | 26     |
| 2009–10   | Birkirkara (3)        | Valletta         | Sliema Wanderers | Camilo Sanvezzo (Qormi)                                                               | 24     |
| 2010–11   | Valletta (20)         | Floriana         | Birkirkara       | Alfred Effiong (Marsaxlokk)                                                           | 17     |
| 2011–12   | Valletta (21)         | Hibernians       | Birkirkara       | Obinna Obiefule (Marsaxlokk/Mosta)                                                    | 34     |
| 2012–13   | Birkirkara (4)        | Hibernians       | Valletta         | Jose Luis Negrin (Melita/Rabat Ajax)                                                  | 22     |
| 2013–14   | Valletta (22)         | Birkirkara       | Hibernians       | Jhonnattann (Birkirkara) Edison Luiz dos Santos (Hibernians)                          | 21     |
| 2014–15   | Hibernians (11)       | Valletta         | Birkirkara       | Jorginho (Hibernians) Edison Luiz dos Santos (Hibernians)                             | 25     |
| 2015–16   | Valletta (23)         | Hibernians       | Birkirkara       | Mario Fontanella (Floriana)                                                           | 20     |
| 2016–17   | Hibernians (12)       | Balzan           | Birkirkara       | Bojan Kaljević (Balzan)                                                               | 23     |
| 2017–18   | Valletta (24)         | Balzan           | Gżira United     | Amadou Samb (Gżira United)                                                            | 21     |
| 2018–19   | Valletta (25)         | Hibernians       | Gżira United     | Taylon Correa (Hibernians)                                                            | 19     |
| 2019–20   | Floriana (26)         | Valletta         | Hibernians       | Kristian Keqi (Floriana)                                                              | 14     |
| 2020–21   | Ħamrun Spartans (8)   | Hibernians       | Gżira United     | Kevin Rosero (St. Lucia)                                                              | 17     |
| 2021–22   | Hibernians (13)       | Floriana         | Ħamrun Spartans  | Maxuell Maia (Gżira United)                                                           | 17     |
| 2022–23   | Ħamrun Spartans (9)   | Birkirkara       | Gżira United     | Jefferson Assis (Gżira United)                                                        | 20     |
| 2023–24   | Ħamrun Spartans (10)  | Floriana         | Sliema Wanderers | Luke Montebello (Ħamrun Spartans)                                                     | 21     |
| 2024–25   | Ħamrun Spartans (11)  | Birkirkara       | Floriana         | Maxuell Maia (Birkirkara)                                                             | 22     |